# Casa degli Albizi alla Volta di San Pierino
La Casa degli Albizi alla Volta di San Pierino è un edificio storico di Firenze, situato tra Borgo degli Albizi 18r, 20r, 22r, 24r, 26r, 28r, piazza Salvemini, via dell'Oriuolo 1, e che ingloba la volta di San Piero fino alla torre dei Pazzi di Valdarno, affacciata sulla piazza di San Pier Maggiore.

## Storia e descrizione
La fabbrica segna con la propria presenza il primo tratto di borgo degli Albizi, già via del Mercatino, a guardare il fianco di quella che fu la chiesa di San Pier Maggiore. Dai chiari caratteri trecenteschi, la casa è documentata nell'incisione di Giuseppe Zocchi del 1744 che illustra la piazza ancora dominata dalla mole dell'antica chiesa, ristrutturata su progetto di Matteo Nigetti nel 1638 e quindi demolita nel 1783 perché creduta pericolante: per quanto già descritta con i suoi otto assi, qui si presenta sia con una diversa organizzazione dei vani al piano terreno (con sporti riparati da un'ampia tettoia), sia con un più modesto sviluppo dell'ultimo piano, che è da ritenersi modificato probabilmente nei primi decenni del Novecento (Giovanni Fanelli, senza ulteriori precisazioni, indica un intervento eseguito dall'architetto Ezio Cerpi ai primi del Novecento sul "complesso medievale al mercatino di San Pietro", che bene si presterebbe ad essere identificato con la nostra fabbrica). 
Sul fronte dell'edificio, a cadenza ritmata, si ripetono gli scudi con l'arme degli Albizi (di nero, a due cerchi concentrici d'oro). In corrispondenza degli ultimi due assi di sinistra, al piano terreno, si apre la volta di San Piero. Sul via dell'Oriuolo 1 si trova l'accesso cinquecentesco, con un portale incorniciato da bugne rustiche. Sul lato destro del fronte, in prossimità della volta, è un tabernacolo con cornice in pietra.
Per quanto concerne il lato moderno che guarda all'attuale piazza Salvemini, è da considerarsi quale frutto tardivo della necessità di sistemare l'area già occupata da un modesto edificio che si estendeva come uno sprone sulla piazza, abbattuto in occasione dei lavori di 'risanamento' del quartiere di Santa Croce (1936): originariamente progettato in stile, con archi che riproponevano la scansione dei fornici di borgo degli Albizi, il nuovo fronte si è poi definito in termini ben lontani dall'assicurare un minimo di collegamento formale con le altre presenza dello slargo. Così il repertorio di Bargellini e Guarnieri: "Nel 1944 la forca presentava ancora i segni della demolizione lasciata a mezzo dal Comune. L'edificio, acquistato dal Banco di Roma, ebbe l'attuale sistemazione dall'ingegnere Donzelli, e determinò la nascita della piazza, intitolata poi allo storico Gaetano Salvemini".

## Bibliografia

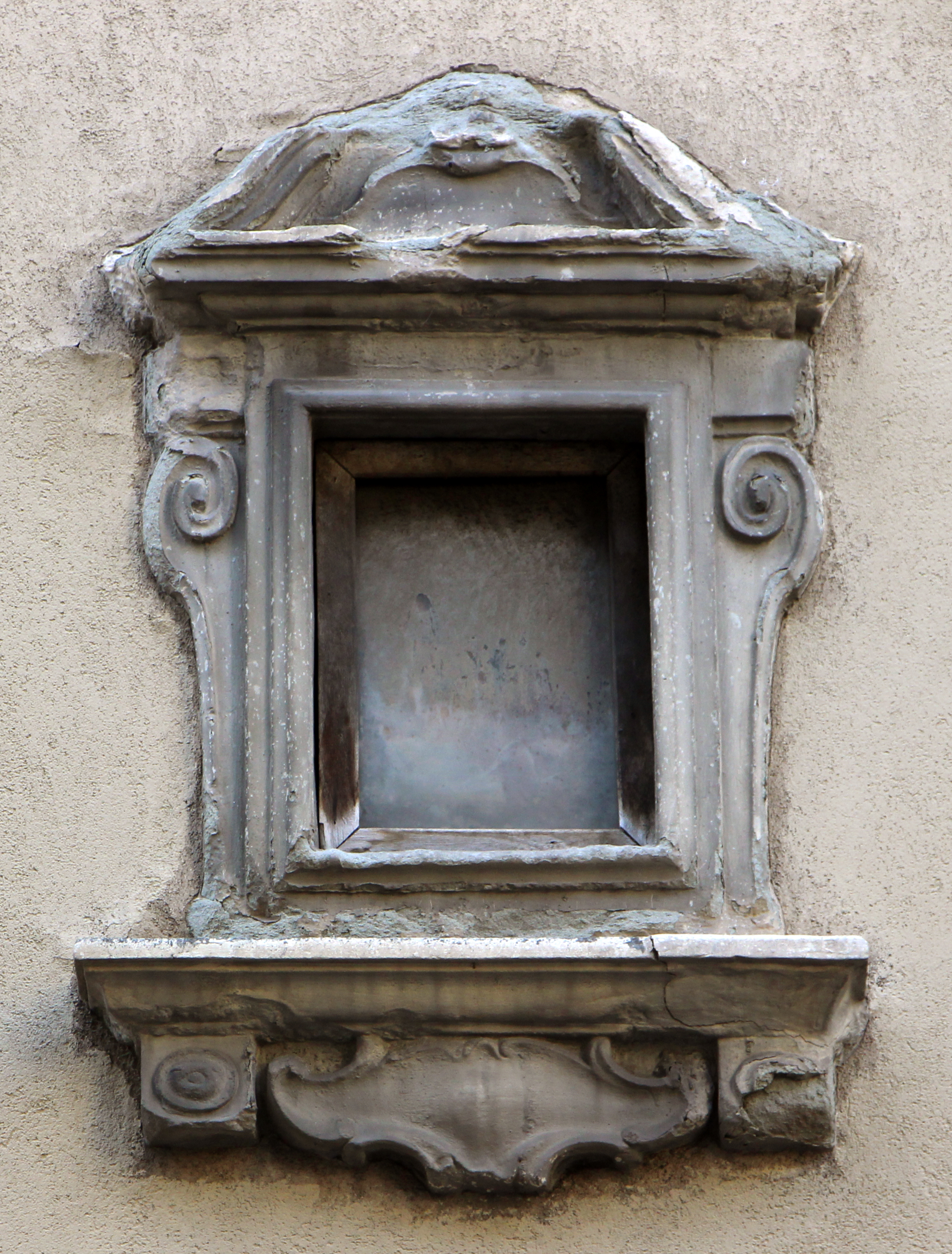
Il tabernacolo di via dell'Oriuolo